# Korenbeurs (Schiedam)

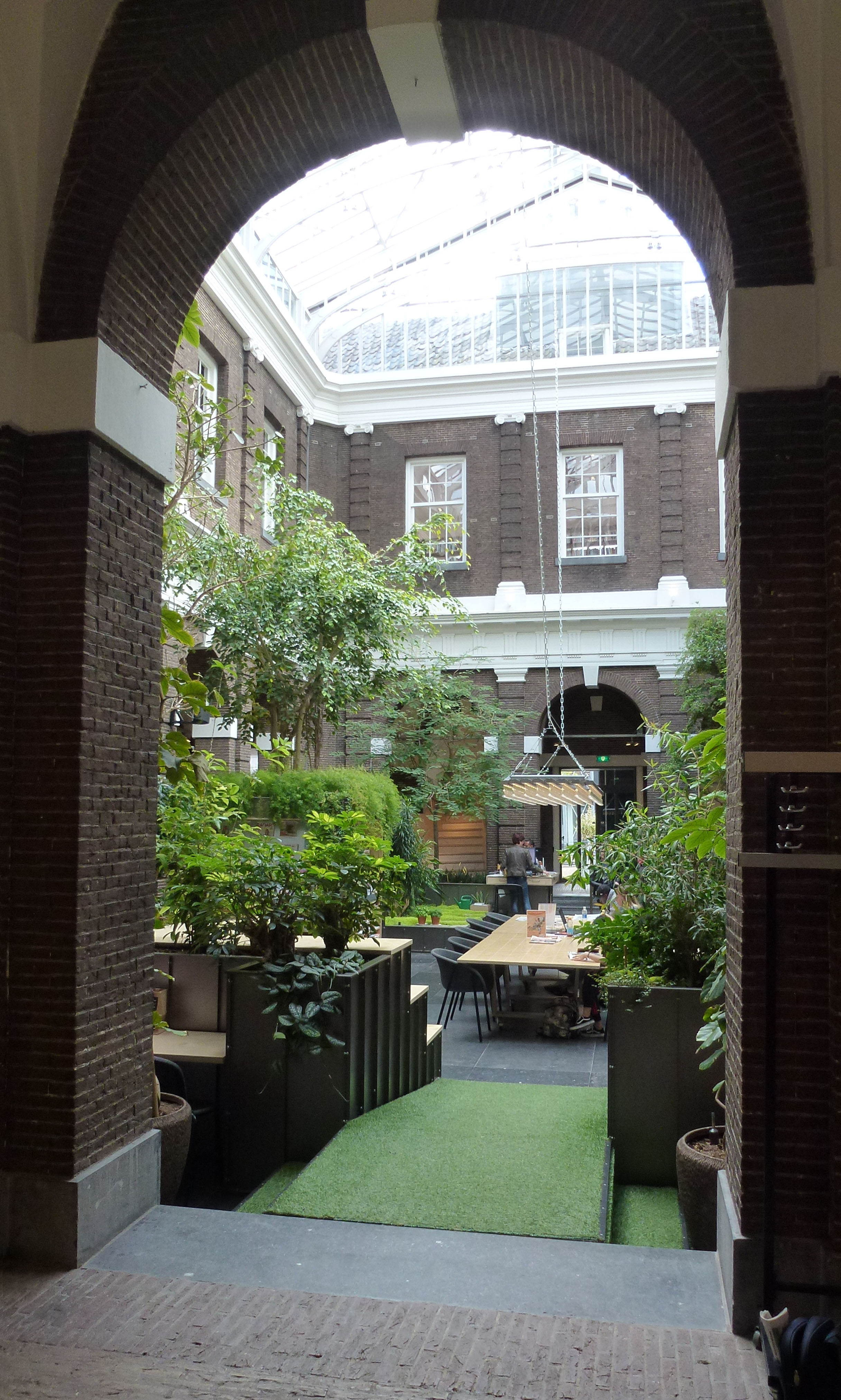
Binnentuin in de Korenbeurs (2017)

De Schiedammer Korenbeurs of Koopmansbeurs is een rijksmonument uit 1786-'92. In de Korenbeurs werden moutwijn, granen en spoeling verhandeld. Deze handel stond in direct verband met de in Schiedam gevestigde stokerijen voor jenever. De Beurs wordt gezien als een van de monumenten van de Schiedamse jeneverindustrie.

## Geschiedenis
Tussen 1778 en 1780 werd een nieuwe schutsluis in de Dam gebouwd, hierdoor groeide het aantal handelstransacties, een groter beursgebouw werd daardoor noodzakelijk. In 1783 werd in opdracht van de Oeconomische Burgermaatschappij voor de handel in graan, spoeling en moutwijn, een prijsvraag uitgeschreven voor een ontwerp van een grote representatieve koopmans- of korenbeurs. In 1784 werden de eerste plannen voor een nieuwe beurs getekend door stadsbouwmeester Rutger van Bol'es en de stadhouderlijke architect Friedrich Ludwig Gunckel. In 1785 diende de (oorspronkelijk uit Italië afkomstige) Rotterdamse architect Carlo G. F. Giudici ( 1746 - 1819) zijn plannen in. Giudici’s architectuurontwerp bleek te kostbaar om uit te voeren, een vereenvoudigd ontwerp van Ruther van Bol’es werd in 1786 aanvaard door het stadsbestuur. De bouw van de Korenbeurs vond plaats tegenover de Sluis en was op 17 april 1792 voltooid. Branders en distillateurs uit het hele land konden vanaf dat moment handel drijven op de binnenplaats van de Korenbeurs. Aan het begin van de twintigste eeuw waren de traditionele stokerijen steeds minder rendabel door de opkomst van het gebruik van zuivere ethylalcohol (ethanol). Voor de productie van jenever werd vanaf dat moment steeds vaker deze neutrale alcohol gebruikt, in plaats van moutwijn. Als gevolg daarvan sloot De Korenbeurs na ruim 125 jaar in 1918 haar deuren.

## Het gebouw
Het rechthoekige gebouw met vier vleugels is een imposant bouwwerk naar 17de-eeuws classicistisch voorbeeld, de details vertonen Lodewijk XVI-kenmerken. De Beurs is voorzien van overwelfde galerijen om een verdiept binnenplein dat in 1872 overkapt werd. Naast de hoofdingang zijn twee gebogen nissen. De middenrisalieten aan de voor- en achtergevel, zijn bekleed met zandsteen met een superpositie van Dorische en Ionische halfzuilen en een fronton aan de voorgevel met daarin beelden van Mercurius (handel) en Neptunus (zeevaart) en een gevelklok. Een opengewerkte houten klokkentoren voltooit het gebouw. De Korenbeurs is in de loop der jaren verscheidene keren hersteld of verbouwd. In 1840 werd de Beurs na een brand weer hersteld. In 1872 werd over het binnenplein een verhoogde dakconstructie van gietijzer en glas geplaatst. In 1952 en 1999 volgden nog twee restauraties en in februari 2015 werd begonnen met de aanpassingen van het gebouw voor de komst van de openbare bibliotheek.

## Bibliotheek Schiedam in De Korenbeurs
De locatie van de Schiedammer bibliotheek aan het Stadserf in Schiedam, sloot definitief op woensdag 20 mei 2015 en op 6 juni 2015 werd de Bibliotheek op de nieuwe locatie in de Korenbeurs officieel geopend. Na vijf maanden verbouwing verhuisde een deel van de boeken naar de Korenbeurs. Het pand heeft een lift en een extra trap naar de 1e verdieping gekregen. Het overdekte binnenplein is een binnentuin geworden, een groen atrium met hoge bomen en planten. Er zijn studieplekken gecreëerd, er is een jeugdwerkplaats en een horecagelegenheid. Boven de leestafel hangt een grote kroonluchter met jeneverglaasjes.
"SI HORTUM IN BIBLIOTHECA HABES DEERIT NIHIL" Cicero (106 - 12 v.C.) Als je een tuin hebt in je bibliotheek, dan zal het ons aan niets ontbreken
- De bibliotheek is in 2016 de op een na beste bibliotheek van het jaar geworden
- De binnentuin, aangelegd door Zuidkoop, heeft de titel “Interieurbeplanting van het Jaar” 2016 gewonnen

## Functie
Nadat de Korenbeurs haar feitelijke functie was ontnomen en voordat de Beurs een Openbare bibliotheek werd, is het gebouw gebruikt door verenigingen en bedrijven en werden er evenementen georganiseerd zoals de Brandersfeesten. Van 2003 t/m 2006 was het Stedelijk Museum Schiedam hier tijdelijk gevestigd, omdat het oorspronkelijke gebouw van dat museum, het Sint Jacobsgasthuis op de Hoogstraat, in deze periode gerestaureerd werd.

## Zie ook

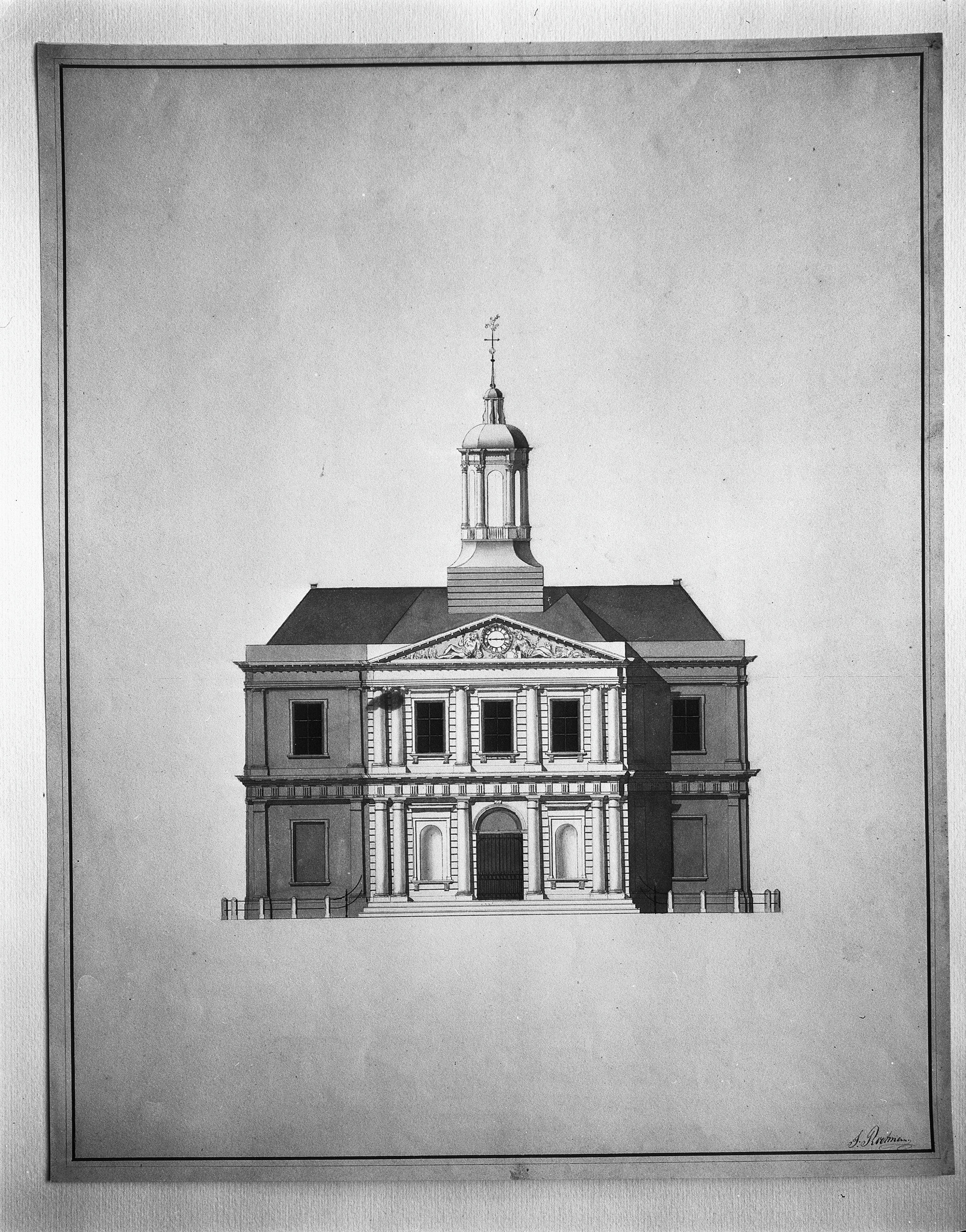
Tekening uit de collectie van het Stedelijk Museum Schiedam
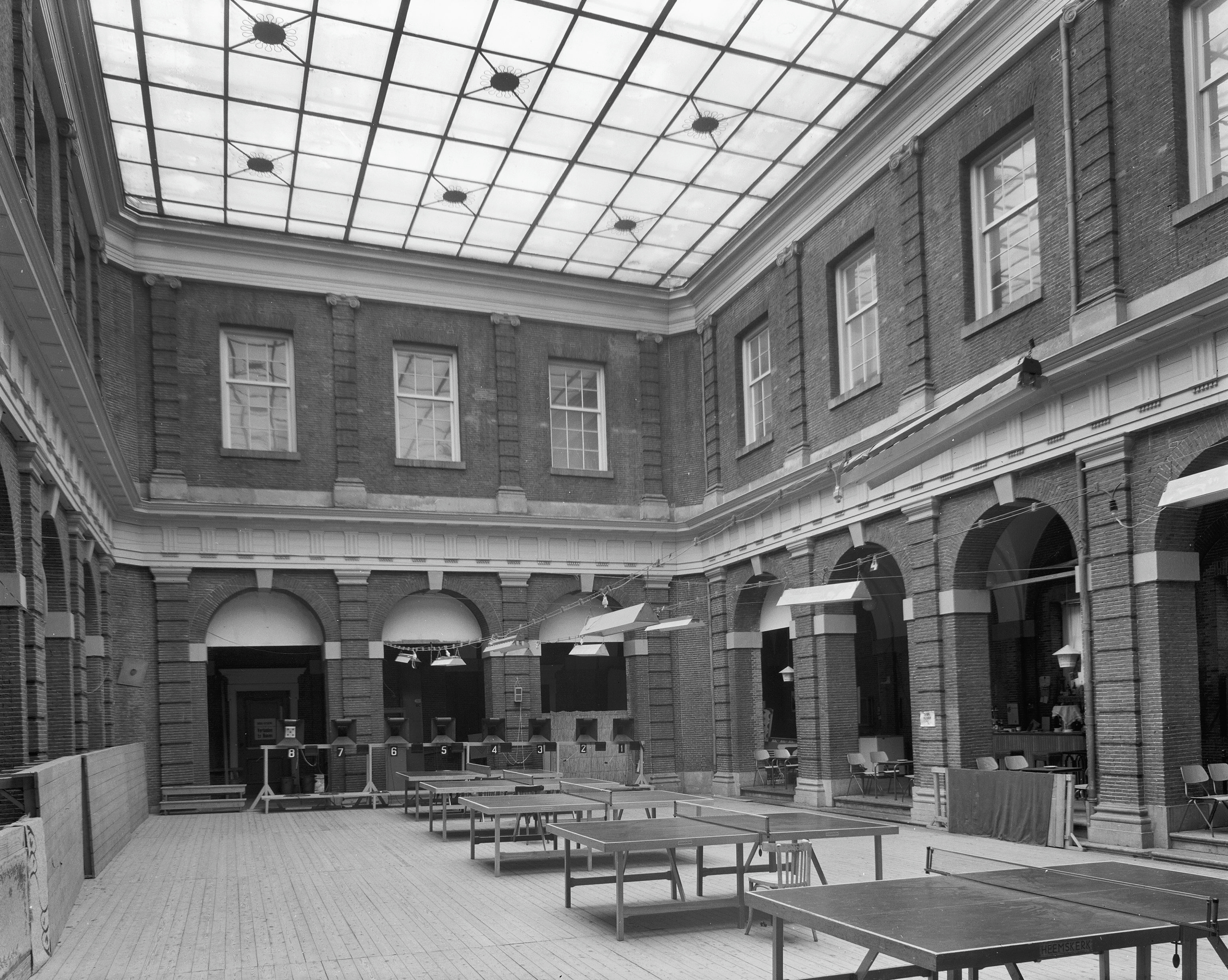
Overdekt binnenplein met glazen plafond in 1966
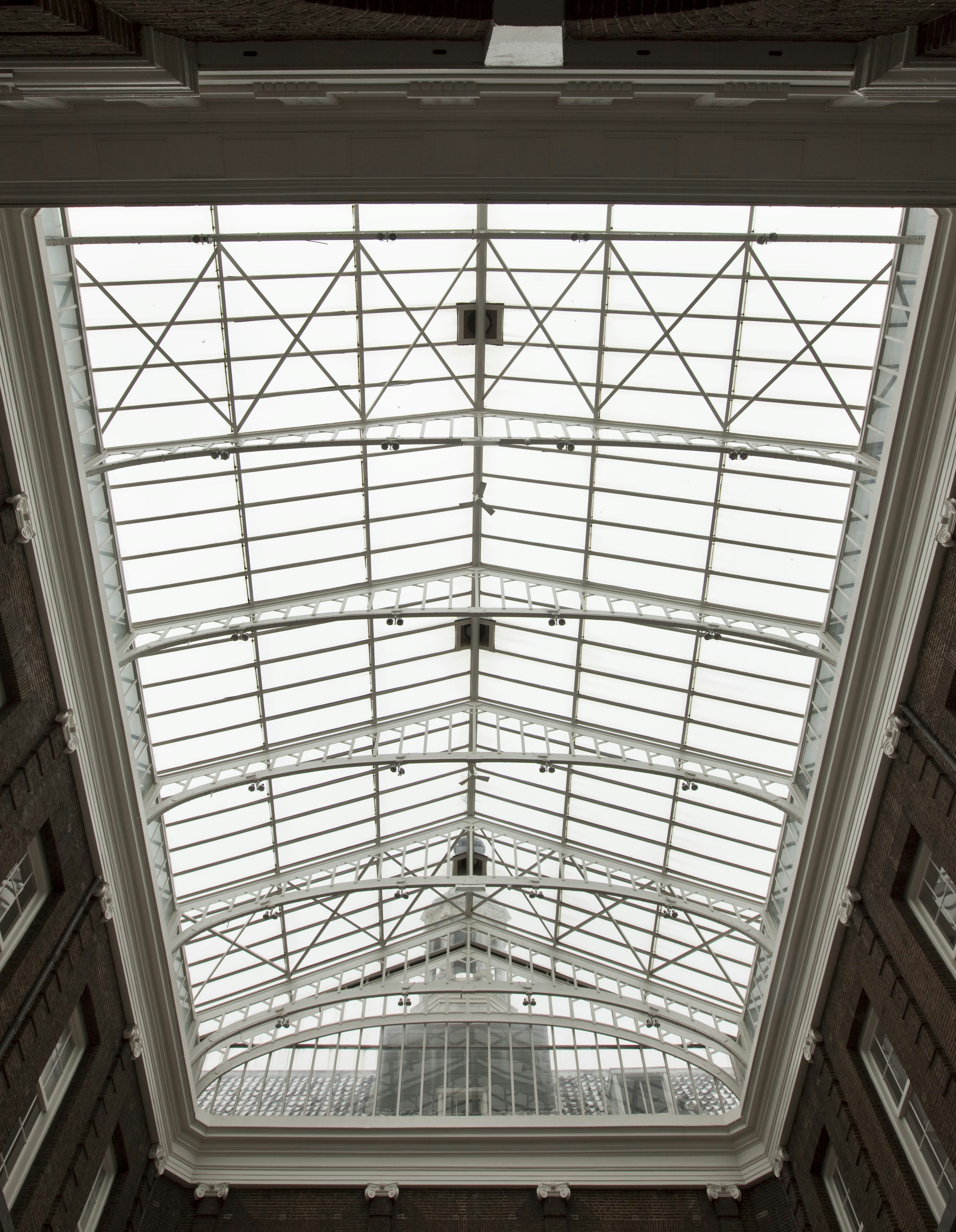
Overkapping in 2010
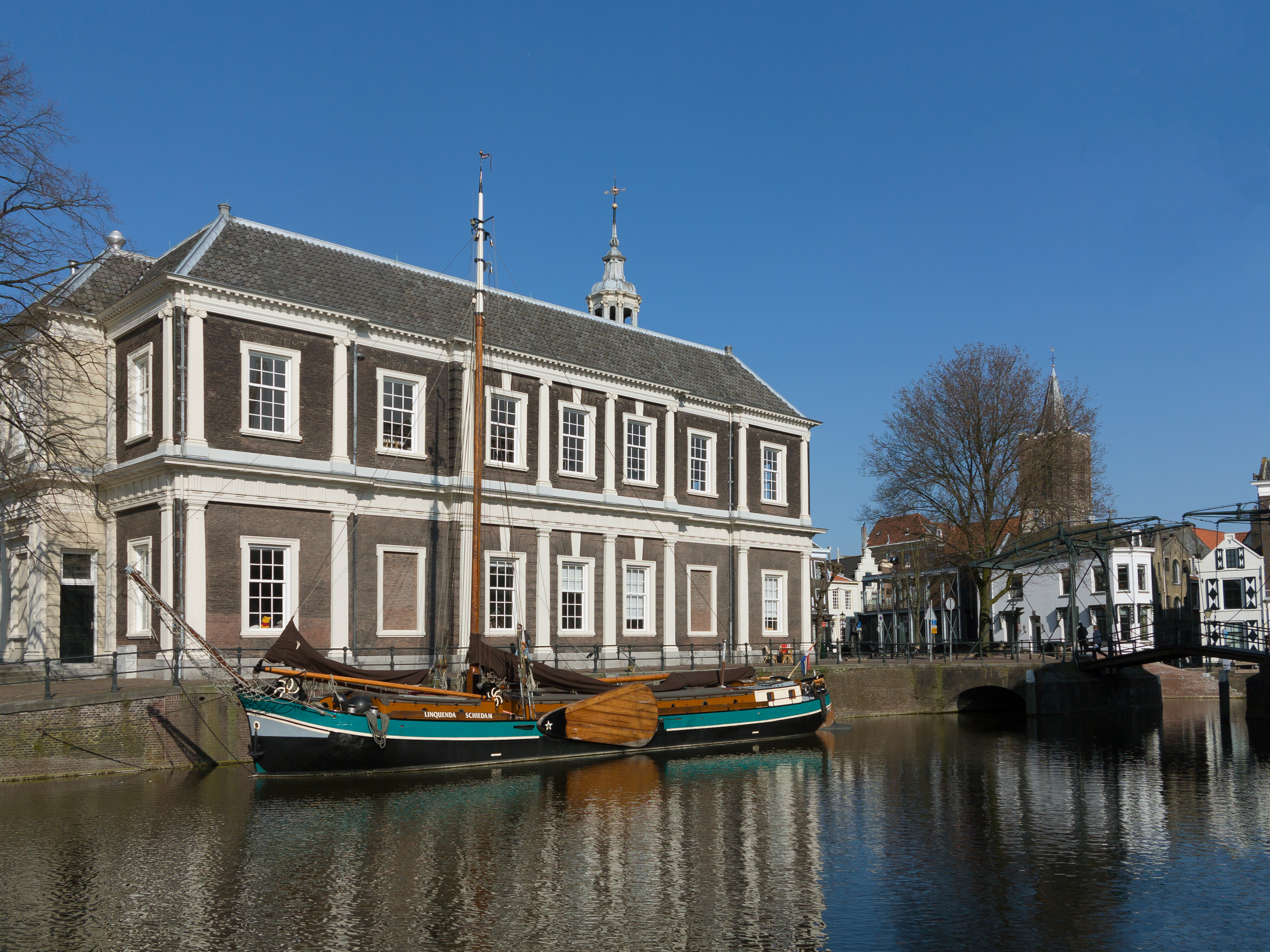
Zicht op de Korenbeurs vanaf de Korte Haven
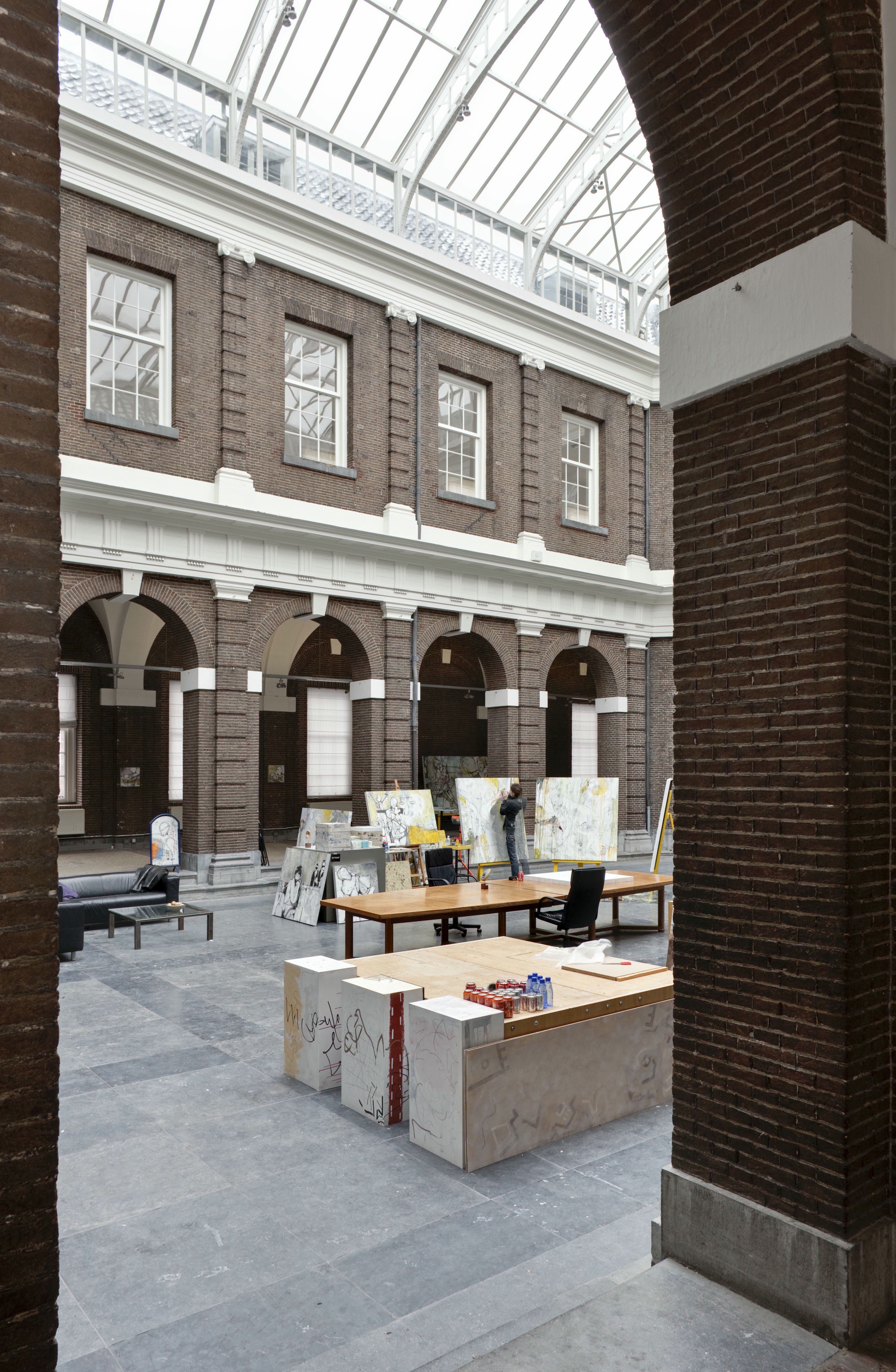
Binnenplaats in 2010
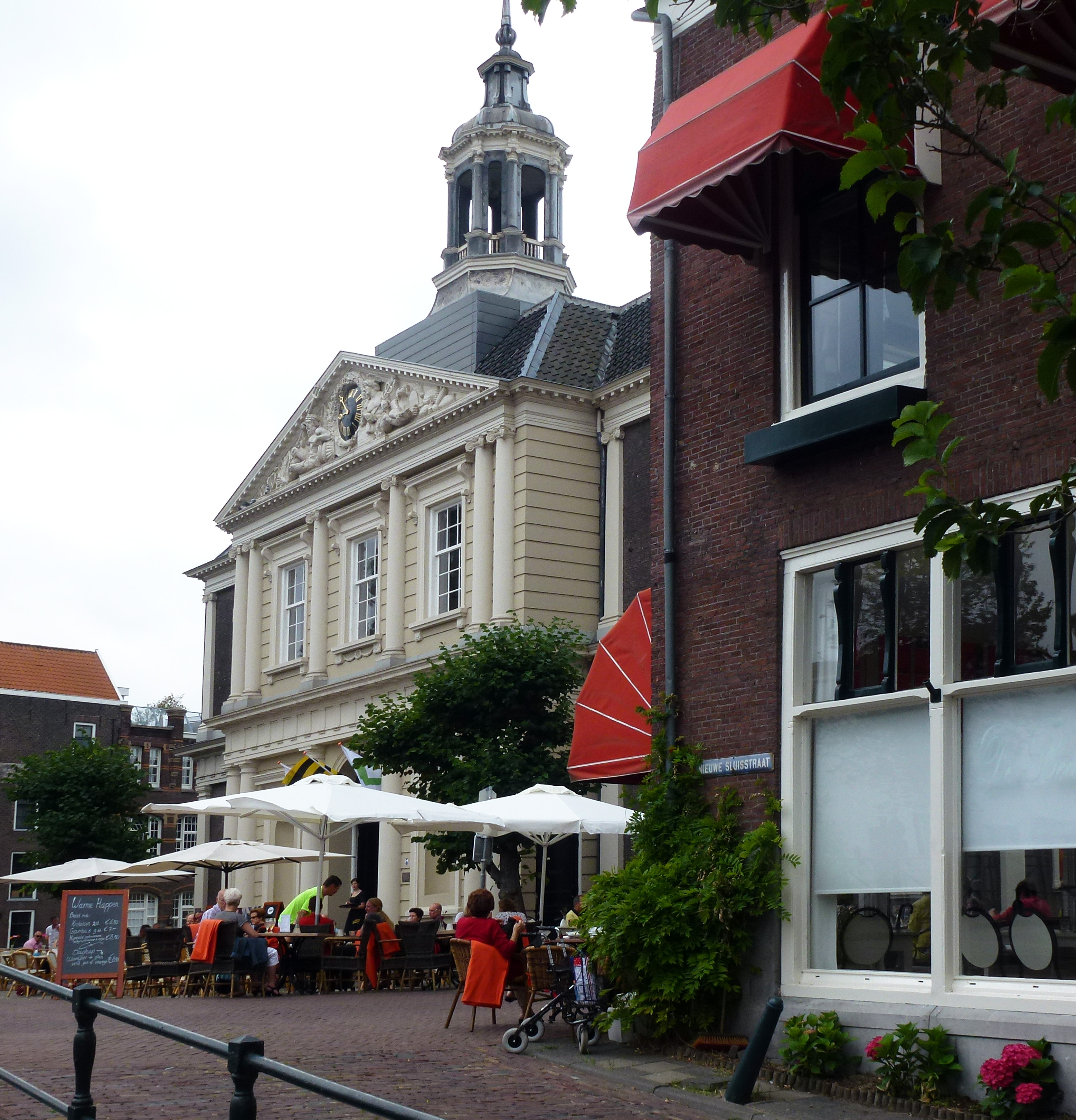
Voorzijde van de Korenbeurs in 2013